# Thione Seck
Thione Ballago Seck (Dakar, 12 de marzo de 1955 - Ibidem, 14 de marzo de 2021) fue un cantante y compositor senegalés del género mbalakh. Seck provenía de una familia de cantantes griot del pueblo wolof de Senegal. Primero actuó con Orchestre Baobab, pero luego formó su propia banda, Raam Daan, de la que fue miembro hasta su fallecimiento en 2021.

## Primeros años
Seck nació en Dakar el 12 de marzo de 1955. Era de ascendencia wolof y se crio como musulmán. Se unió a Orchestra Baobab en la década de 1970. Después de una década de actuar con el grupo, estableció Raam Daan.

## Carrera profesional
El álbum Orientation de Seck fue uno de los cuatro nominados al Álbum de Música Mundial del Año de BBC Radio 3. En gran parte de su música, y especialmente en este álbum, Seck experimenta con el uso de escalas indias y árabes. Esto complementa su voz relajada y los intensos ritmos impulsados por el sabar, y desplaza las guitarras, trompas y sintetizadores más habituales de la banda. Este álbum fue realizado en colaboración con una variedad de más de 40 músicos norteafricanos, árabes e indios, tocando diversos instrumentos y creando una fusión de estilos Seck ha declarado que las películas de Bollywood fueron una influencia musical de larga data para él, y el experimento en un estilo de fusión lo refleja.
Otros álbumes incluyen XV Anniversary Live! (su segundo lanzamiento internacional) y Daaly. Seck contribuyó con "Laye M'Boup", un tributo al fallecido líder de Orchestre Baobab, a la banda sonora de The Music in My Head. También escribió " Entends-tu le monde? ", Que fue el sencillo principal del séptimo álbum de estudio de la cantante australiana Tina Arena, 7 vies.
Seck fue detenido en mayo de 2015, después de que €50 millones en dinero falso fue descubierto en su casa. Afirmó que fue "víctima de una conspiración" de los gambianos residentes en Suecia, que le habían ofrecido un contrato de 100 millones de euros para una serie de 105 conciertos en toda Europa. Posteriormente, Seck fue condenado por "intento de estafa", "lavado de dinero", "asociación delictiva" e "intento de circulación, posesión y recepción de carteles monetarios falsificados" el 22 de junio de 2020. Fue sentenciado en apelación a tres años de prisión, incluidos ocho meses de prisión (cubiertos por los nueve meses cumplidos desde su arresto inicial en 2015).
Seck falleció el 14 de marzo de 2021 en Dakar. Tenía 66 años y padecía una enfermedad antes de su muerte.

## Discografía
Álbumes
- Orientation (2005)[2]
- XV Anniversary Live! (2000)
- Daaly (1996)
- Diaga [8]

Artista invitado
- The Rough Guide to the Music of Senegal (2013, World Music Network).[4]